# Siney Tarn
Der Siney Tarn ist ein kleiner See oder Tarn an der Nordseite des Tals Eskdale im Lake District, Cumbria, England oberhalb des Haltepunktes Beckfoot der Ravenglass and Eskdale Railway.
Der See hat keinen erkennbaren Zufluss oder Abfluss. In unmittelbarer Nähe östlich befinden sich der Blind Tarn und der Blea Tarn.